# Prospalta conducta
Prospalta conducta är en fjärilsart som beskrevs av Walker 1857. Prospalta conducta ingår i släktet Prospalta och familjen nattflyn. Inga underarter finns listade i Catalogue of Life.